# Kvarngöl (Tuna socken, Småland, 637640-152993)
Kvarngöl är en sjö i Vimmerby kommun i Småland och ingår i Marströmmens huvudavrinningsområde.